# Kargati járás

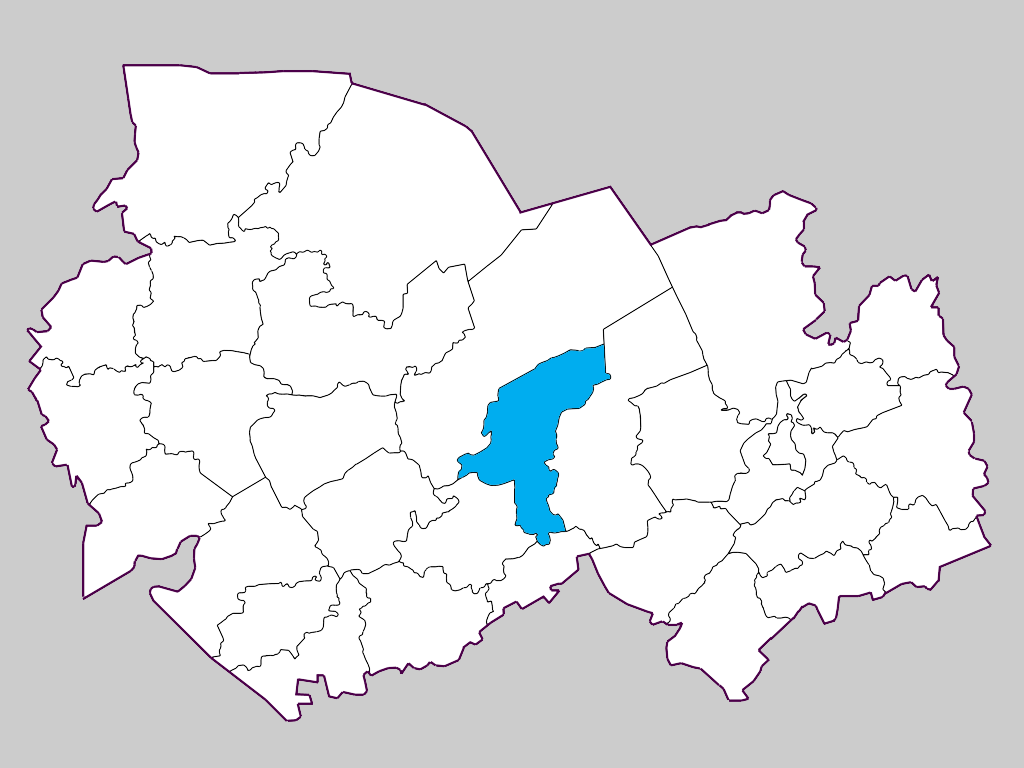
A Kargati járás a Novoszibirszki területen

A Kargati járás (oroszul Каргатский район) Oroszország egyik járása a Novoszibirszki területen. Székhelye Kargat.

## Népesség
- 1989-ben 25 150 lakosa volt.
- 2002-ben 22 025 lakosa volt.
- 2010-ben 18 207 lakosa volt, melyből 16 865 orosz (92,9%), 532 tatár (2,9%), 273 német (1,5%), 147 kazah (0,8%), 91 ukrán (0,5%), 40 fehérorosz (0,2%), 31 örmény (0,2%), 25 cigány, 24 azeri, 19 üzbég, 15 mordvin, 12 ingus, 11 csuvas stb.